# Schloss Bayerbach (Rottal-Inn)

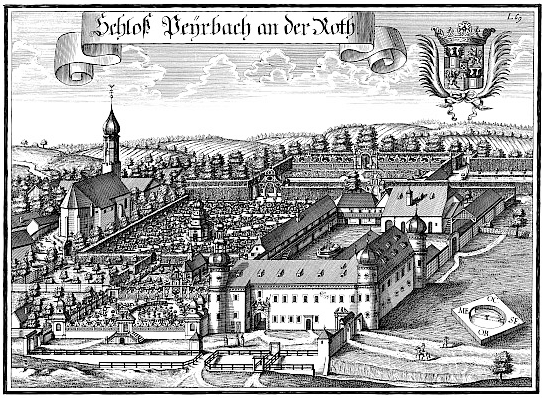
Schloss Schloss Bayerbach (Rottal-Inn) nach einem Stich von Michael Wening (um 1726)

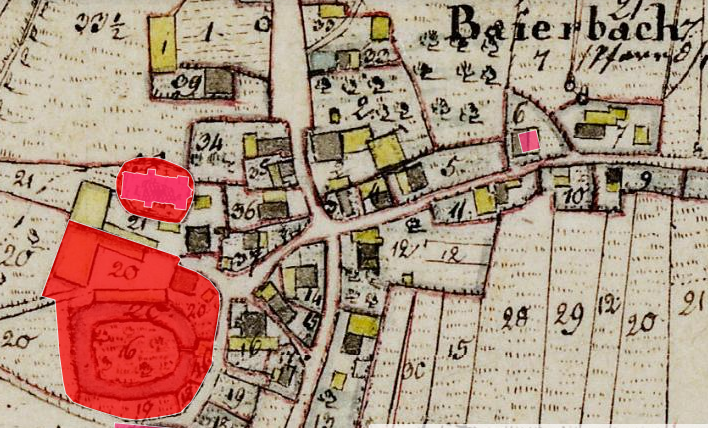
Lageplan von Schloss Bayerbach (Rottal-Inn) auf dem Urkataster von Bayern

Das abgegangene Schloss Bayerbach lag in der Gemeinde Bayerbach im Landkreis Rottal-Inn. Die Anlage wird als Bodendenkmal unter der Aktennummer D-2-7544-0006 unter der Beschreibung „archäologische Befunde und Funde des späten Mittelalters und der frühen Neuzeit im Bereich des abgegangenen Hofmarkschlosses von Bayerbach und seines hochmittelalterlichen Vorgängerbaus“ geführt.

## Baulichkeit
Das Schloss lag 90 m südlich der Pfarrkirche St. Peter von Bayerbach. Auf dem Urkataster von Bayern von 1830 ist noch eine 50 × 30 m lange Insel zu erkennen, die von einem 15 m breiten Wassergraben umschlossen wird und über eine Brücke vom Osten aus zugänglich war. Diese Gegebenheiten führten auch dazu, hier eine frühere Turmhügelburg zu vermuten. Die frühere Burg Bayerbach wurde schon im 16. Jahrhundert abgetragen und durch einen Neubau ersetzt. Nach dem Stich von Michael Wening war dies eine zweiflügelige Anlage mit drei runden Ecktürmen mit Zwiebelhauben. Zudem bestanden hier mehrere Wirtschaftsgebäude. Zu dem Schloss führte eine gemauerte Brücke. Zwischen dem Schloss und der Kirche war ein weitläufiger, von einer Mauer umschlossener Barockpark, ebenso bestand im Osten eine ebenfalls ummauerte Gartenanlage.
Dieses Schloss selbst besteht heute nicht mehr. Die letzte Erinnerung an das Schloss besteht in der heutigen Wegführung, die sich im Osten und im Süden an den ehemaligen Ringgraben anschmiegt. Das Burg- bzw. Schlossareal ist heute durch Wohnhäuser überbaut.

## Geschichte
Ein nach Bayerbach sich nennendes Ortsadelsgeschlecht lässt sich während des 12. Jahrhunderts in den Urkunden des Klosters Asbach nachweisen; genannt werden um 1140 Chunradus, Gebhardus und Geroldus von Purbach, ebenso tritt um diese Zeit ein Hermannus de Purbach auf, 1150 werden ein Ezelo de Burbac und 1156 ein Ernaldus de Burbac genannt. In Urkunden des Klosters Mondsee tradiert ein Ernoldus de Burbac einen Hof in Bayerbach an das Kloster. Es wird angenommen, dass es sich hierbei um eine edelfreie Familie gehandelt hat. Eine Hofmark Beyerbach ist seit 1447 genannt, die damals dem Edlen Pangraz Glatz zu Pewrbach gehörte. Weitere Familienmitglieder waren Peter (1466) und Gregor (1513, 1516, 1522) Glatz. 1543, nach dem Tod der Gregor Glatz, wurde die Hofmark zwischen Gabriel Kollmann, der mit einer Tochter des Gregor vermählt war, und Hans Oder aufgeteilt. Dem Hans Oder gelang es aber zwei Jahre später, die Rechte des Kollmann zu erkaufen, sodass die Hofmark wieder in einer Hand war. 1575 ist Hans Pichlmayer, Bürger aus Pfarrkirchen, als Inhaber der Hofmark ausgewiesen. In den folgenden Jahren wechselten die Hofmarksinhaber häufig: Hans Staininger (1599), dann seine Witwe, deren Erbe 1607 Rudolf Khörkh von Erkh antrat. Seit 1640 lassen sich die Herren von und zu Etzenberg als Hofmarksbesitzer nachweisen. 1689 gehörte die Hofmark Johann Ernreich von Etzenberg und Eßwurm. Die Hofmark umfasste damals vier halbe und zwei Viertelhöfe, 13 Bausölden und fünf Häuser. 1710 wurde das Schloss mit Hofmark von dem Grafen Josef Ferdinand zu Rheinstein und Tattenbach erworben, wobei diese Familie bis in das beginnende 19. Jahrhundert die Hofmarksinhaber stellte, diese konnten auch die niedere Gerichtsbarkeit über diese Güter erwerben. Danach wurde die Hofmark von den Grafen von Arco auf Valley erworben.